# 김한일 (가수)
김한일(金韓一, 1990년 6월 4일 ~ 2018년 2월 6일)은 대한민국의 가수이자 배우이다. 중국에서 활동하였으며, 2014년에 EP "00:01 AM"을 발매하였다. 2015년부터 《비정식회담》의 멤버로도 활동했었다.
2018년 2월 6일, 제주도에서 급병으로 사망하였다.